# Parker (komiks)
Parker (tytuł oryginału: Richard Stark's Parker) – seria komiksowa autorstwa kanadyjskiego rysownika i scenarzysty Darwyna Cooke'a na podstawie cyklu powieści kryminalnych Parker Donalda Edwina Westlake’a, piszącego je pod pseudonimem Richard Stark (twórcy thrillerów z gatunku „hard boiled”). Seria ukazuje się w anglojęzycznym oryginale nakładem amerykańskiego wydawnictwa IDW Publishing. Po polsku publikuje ją oficyna Taurus Media.

## Fabuła
Tytułowy Parker to bezwzględny przestępca, kierujący się własnym kodeksem honorowym. Zdradzony przez ukochaną kobietę i oszukany przez wspólnika, przemierza kraj, aby się zemścić.

## Tomy
| Tom | Tytuł i rok wydania polskiego | Tytuł i rok wydania oryginalnego |
| --- | ----------------------------- | -------------------------------- |
| 1   | Łowca (2014)                  | Hunter (2009)                    |
| 2   | Firma (2015)                  | The Outfit (2010)                |
| 3   | Zdobycz (2015)                | The Score (2012)                 |
| 4   | Jatka (2015)                  | The Slayground (2013)            |

## Nagrody
Za serię Parker Cooke zdobył Nagrody Eisnera:
- w 2010 roku za najlepszą adaptację na potrzeby komiksu za tom Łowca
- w 2011 roku dla najlepszego scenarzysty/rysownika komiksowego za tom Zdobycz
- w 2012 roku za najlepsze wznowienie albumu komiksowego za tom Łowca
- w 2013 roku za najlepszą adaptację na potrzeby komiksu za tom Zdobycz
- w 2013 roku za najlepszą adaptację na potrzeby komiksu za tom Jatka
- w 2014 roku za najlepsze liternictwo za tom Jatka